# کارشناس تائیدشده امنیت سیستم‌های اطلاعاتی

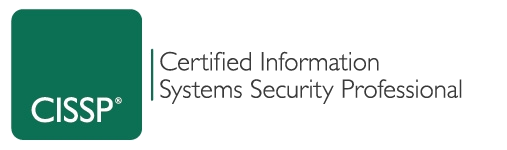
CISSP logo

مدرک کارشناس تأیید شده امنیت سیستم‌های اطلاعاتی (به انگلیسی: Certified Information Systems Security Professional) یکی از معتبرترین مدارک برای متخصصان امنیت است و کسب این مدرک مراحلی دارد. این مدرک مستقل از هر نوع سخت‌افزار و نرم‌افزار خاص یک شرکت است و به عنوان یک عنصر کلیدی در ارزشیابی داوطلبان کار در موسسات بزرگ و سیستم‌های Enterprise شناخته می‌شود. افرادی که صاحب این مدرک باشند می‌توانند برای پست مدیریت شبکه‌های کوچک و بزرگ اطلاعاتی خود را معرفی کنند.
در سال ۱۹۹۲ کنسرسیوم مذکور اقدام به طرح مدرکی به نام CISSP نمود که هدف آن ایجاد یک سطح مهارت حرفه‌ای و عملی در زمینهٔ امنیت اطلاعات برای افراد علاقه‌مند به آن بود.

## اعتبار
این مدرک به دلیل این که برخلاف سایر مدارک امنیتی، وابسته به محصولات هیچ شرکت خاصی نیست، قادر است به افراد متخصص امنیت، تبحر لازم را در طرح و پیاده‌سازی سیاست‌های کلان امنیتی اعطا نماید. اتخاذ تصمیمات اصلی و حیاتی برای برقراری امنیت، مسئله‌ای نیست که مدیران سطح بالای یک سازمان بزرگ آن را به عهدهٔ کارشناسان تازه‌کار یا حتی آنهایی که مدرک امنیت در پلتفرم کاری خاصی را دارند، بگذارند بلکه مهم آن است که این قبیل مسئولیت‌ها به اشخاصی که درک کامل و مستقلی از مسائل مربوط به مهندسی اجتماعی دارند و می‌توانند در جهت برقراری امنیت اطلاعات در یک سازمان به ارائه خط مشی ویژه و سیاست امنیت خاص کمک‌کنند، سپرده شود.

## مراحل کسب مدرک
برای کسب مدرک CISSP، داوطلبان باید حداقل سه سال سابقه کاری مفید در یکی از زمینه‌های امنیتی اعلام شده توسط ۲(ISC) را داشته باشند. از ابتدای سال۲۰۰۳ به بعد شرط مذکور به چهار سال سابقه کاری یا سه سال سابقه کار به علاوهٔ یک مدرک دانشگاهی یا بین‌المللی در این زمینه تغییر یافت. زمینه‌های کاری امنیتی که انجمن ۲(ISC) داوطلبان را به داشتن تجربه در آن ترغیب می‌کند شامل ده مورد است که به آن عنوان (Common Body Of Knowlege) CBK یا همان اطلاعات پایه در زمینهٔ امنیت اطلاق می‌شود این موارد عبارتنداز:
1. سیستم‌های کنترل دسترسی
2. توسعه سیستم‌ها وبرنامه‌های کاربردی
3. برنامه‌ریزی برای مقابله با بلاهای طبیعی و خطرات کاری
4. رمزنگاری
5. مسائل حقوقی
6. امنیت عملیاتی
7. امنیت فیزیکی
8. مدلها و معماری امنیتی
9. تمرین‌های مدیریت امنیت
10. امنیت شبکهٔ داده‌ای و مخابراتی

زمانی که داوطلب موفق به دریافت مدرک CISSP می‌شود باید برای حفظ این مدرک همواره خود را در وضعیت مطلوبی از لحاظ سطح دانش علمی و عملی در مقوله‌های مورد نظر نگه دارد. هر دارندهی این مدرک لازم است که هرسال برای تمدید گواهینامهٔ خود، کارهایی را برای اثبات پشتکار وعلاقهٔ خود به مقولهٔ امنیت انجام داده و موفق به کسب سالانه ۱۲۰ امتیاز (از لحاظ ارزش کارهای انجام شده از دید انجمن) شود. به این منظور انجمن، فعالیت‌های مختلفی را برای کسب امتیازات لازم به دارندگان مدرک پیشنهاد می‌کند. به عنوان مثال کسب یک مدرک معتبر در زمینهٔ امنیت اطلاعات، فعالیت در زمینه‌های آموزش مفاهیم امنیتی به متخصصان دیگر، استخدام شدن در شرکت‌های معتبر، چاپ مقالات در زمینهٔ امنیت، شرکت در سمینارهای مهم و کنفرانس‌های مربوط به حوزهٔ امنیت، داشتن تحقیقات شخصی و امثال آن می‌توانند دارندگان مدرک را در کسب امتیازات لازم یاری دهند. کلیهٔ فعالیت‌های مذکور به صورت مستند و مکتوب تحویل نمایندگی‌های انجمن در سراسر دنیا شده تا مورد ارزشیابی و امتیازدهی انجمن قرار گیرد. در صورتی که دارندهٔ مدرک موفق به کسب ۱۲۰ امتیاز نشود باید جهت حفظ مدرک خود دوباره آزمون CISSP را بگذراند. CISSP شامل ۲۵۰ سؤال چهار گزینه‌ای است که کلیهٔ مفاهیم امنیتی را در بر می‌گیرد.CISSP یکی از محبوبترین مدارک بین‌المللی در سال ۲۰۰۳ شناخته شده به‌طوری‌که با یک افزایش ۱۳۴ درصدی در بین داوطلبان نسبت به سال قبل روبه رو بوده‌است. همین آمار حاکی از موفقیت ۹۸ درصدی دارندگان مدرک در حفظ مدرک خود است. به هر حال با اوضاع و احوال امروزهٔ دنیای فناوری اطلاعات و خطرات ناشی از حملات انواع ویروس‌ها و هکرها به نظر می‌رسد هر روز نیاز به وجود متخصصان امنیتی، خصوصاً دارندگان مدارک معتبر بین‌المللی بیشتر محسوس است. هم‌اکنون دو مدرک امنیتی یعنی SECURITY+ متعلق به انجمن کامپتیا و مدرک CISSP متعلق به انجمن بین‌المللی حرفه‌ای‌های امنیت از شهرت خاصی در این زمینه برخوردارند.

## وضعیت درآمد
طبق آمار مجلهٔ certification میانگین درآمد سالانهٔ دارندگان مدرک  CISSP  در سال ۲۰۰۴ نزدیک به ۸۶ هزار دلار بوده‌است این میزان درآمد در بین درآمد
مدرک‌های مختلف که طبق همین آمارگیری به‌دست آمده نشان می‌دهد که مدرک CISSP در جایگاه اول قرار دارد. در این مقایسه مدرک security+ با ۶۰ هزار دلار
و مدرک MCSE securityMCP با ۶۷ هزار دلار در سال در رده‌های دیگر این فهرست قرار دارند که همه نشان از اهمیت و در عین حال دشوار بودن مراحل کسب و نگهداری مدرک CISSP دارد.